# 젠징팅
젠징팅(중국어: 简靖庭, 병음: Jian Jingting, 한자음: 간정정, 2000년 9월 5일 ~ )는 중화민국의 바둑 기사이다. 타이베이시 출신으로 대만기원 소속의 5단이다.

## 경력
2015년 프로바둑에 입단했고 제2회 몽백합배 세계 바둑 오픈전 통합 예선에 진출했다. 2016년 제8회 해봉배에서 샤오정하오에게 져서 준우승을 차지했다. 2017년 신인왕전과 2018년 제10회 해봉배에서 준우승을 했다. 2019년 제7회 중환기성전에서 준우승을 차지했다.